# Aferzysta
Aferzysta (oryg. fr. Un homme d’affaires) – opowiadanie Honoriusza Balzaka z 1844, należące do Scen z życia paryskiego cyklu Komedia ludzka. W 1845 ukazała się jego zmieniona (zarówno przez wydawcę, jak i samego autora) wersja, zawierającą dedykację dla słynnego bankiera Rotszylda.
Pełny tekst:  Aferzysty  w Wikiźródłach 

  Pobierz jako: EPUB   • PDF   • MOBI  

## Treść
Kurtyzana Malaga urządza spotkanie towarzyskie, na którym zjawiają się stali bywalcy paryskich salonów: Bixiou, Desroches, Natan, Lousteau i hrabia de la Palferine. W czasie zabawy naturalnie rozpoczyna się rozmowa o sposobach zdobywania pieniędzy – głównym problemie życia w Paryżu. Zebrani wspominają wówczas historię brawurowego wzbogacenia się Maksyma de Trailles, słynnego aferzysty i kochanka hrabiny de Restaud, który swoją fortunę uzyskał dzięki półlegalnym manewrom finansowym dokonywanym przy pomocy bankiera Nucingena i znanego lichwiarza Claparona.

## Cechy utworu
Aferzysta stanowi kolejną w Komedii ludzkiej reprezentację techniki opowieści w opowieści – zasadniczą treść dzieła przekazują sami bohaterowie, współtworząc opowiadanie o losach de Traillesa. Podobna technika została zastosowana m.in. w Drugim studium kobiety czy Banku Nucingena. Prezentacja różnych punktów widzenia pozwala autorowi nie tylko wzbogacić obraz opisywanego bohatera (de Trailles należy do najczęściej powracających postaci cyklu), ale i wykazać ogromne podobieństwo w pojmowaniu przez nich świata i ludzi – praktycznie każdy uczestnik spotkania u Malagi myśli w tych samych, materialistycznych kategoriach i ma podobne życiowe aspiracje. Tym samym utwór staje się kolejną analizą wiodącej roli pieniądza w społeczeństwie francuskim, czy wręcz obsesji na jego punkcie, jaka stała się udziałem poważnej części Francuzów. Równocześnie dzieło ma wyraźny podtekst autobiograficzny – jest związany z permanentnymi problemami finansowymi autora, który napisał zresztą Aferzystę w ekspresowym tempie (10 dni), wyłącznie w celach zarobkowych.